# 圣弗朗切斯科-阿尔坎波
圣弗朗切斯科-阿尔坎波（義大利語：San Francesco al Campo）是意大利都灵省的一个市镇。总面积15.04平方公里，人口4877人，人口密度320.6人/平方公里（2010年）。ISTAT代码为001240。